# 在中華人民共和国ジブチ大使館
在中華人民共和国ジブチ大使館（アラビア語: سفارة جيبوتي في الصين、フランス語: Ambassade de Djibouti en Chine、中国語: 吉布提驻华大使馆、英語: Embassy of Djibouti in China）は、ジブチが中華人民共和国の首都北京市に設置している大使館である。
1979年1月8日、ジブチと中国の国交が樹立される。2001年、北京常駐のジブチ大使館が開設された。

## 住所
| 日本語 | 〒100600 北京市朝陽区新東路1号塔園外交公寓1-1-122                                                    |
| 中国語 | 北京市朝阳区新东路1号塔园外交公寓1-1-122，邮编：100600                                               |
| 英語   | No. 1-1-122, Ta Yuan Diplomatic Residence Compound, 1,Xin Dong Lu, Chaoyang District, Beijing 100600 |

## 大使
2011年12月5日より、アブダッラー・アブディッラーヒ・ミーギールが特命全権大使を務めている。
また、かつて東京常駐のラシャッド・アーメッド・サレ・ファラ駐日大使が在中国大使を兼轄していた。